# Polarfickmossa
Polarfickmossa (Fissidens arcticus) är en bladmossart som beskrevs av Niels Bryhn 1907. Polarfickmossa ingår i släktet fickmossor, och familjen Fissidentaceae. Arten har ej påträffats i Sverige. Inga underarter finns listade i Catalogue of Life.